# 주관주의
주관주의(主觀主義)는 일반적으로 철학 상의 관념론을 말한다.
그것은 정신·의식이라는 주관의 부분을 기초로 하며, 물질·자연이라는 객관적 부분은 그것에 대한 부수적인 것으로 보기 때문이다.
그러나 관념론 가운데에서 객관적 관념론은 주관주의가 아니라는 견해도 있다.
실제 상의 사고방식이나 행동 면에서 개개의 사람들이 자기 중심으로 해나가는 것도 주관주의라고 말한다.
주관주의에 대립하는 것은 '객관주의'이다.

## 같이 보기
- 현상학
- 실존주의